# Mercedes-Benz W201 AMG DTM
Chronologie des modèles (1988 - 2011)
Aucun Mercedes-Benz W202 AMG DTM
La Mercedes-Benz W201 AMG DTM est une voiture de course fabriquée par Mercedes-Benz et Mercedes-AMG entre 1988 et 1993. Spécialement conçue pour le championnat Deutsche Tourenwagen Meisterschaft (DTM), elle est basée sur la Mercedes-Benz Type 201 de série. Elle obtient le titre constructeurs DTM 1991 et 1992 ainsi que le titre pilotes avec Klaus Ludwig en 1992.

## Historique
Mercedes avait l'intention de faire courir la 190 E en Groupe B. Malgré l'arrêt officiel du projet, certains ingénieurs sont autorisés à continuer de développer une version course à condition de développer une version sportive pour la route. Ce sera la 190 E 2.3-16 qui satisfait aux volumes de vente nécessaires à l'homologation en Groupe A.
La 190 E 2.3-16 fait son apparition en course dans le Championnat DTM 1985 aux mains de Leopold Gallina. Il faudra attendre l'année suivante pour la voir utilisée par des teams comme Carlsson et Snobeck et remporter ses deux premières victoires grâce à Volker Weidler en DTM.
Ce n'est qu'en 1988 que l'écurie Mercedes-Benz s'engage officiellement dans le championnat DTM au travers d'un partenariat avec AMG. Quatorze 190 E 2.3-16 sont engagées par le biais de cinq équipes. Dany Snobeck et Johnny Cecotto remportent six victoires à eux deux, Roland Asch termine vice-champion. En 1989 à la course de Mayence, Mercedes introduit la 190 E 2.5 16 Evo qui remporte sa première course. Cette même saison, Kurt Thiim termine quatrième du championnat. Au Norisring 1990, la Mercedes-Benz 190 E 2.5 16 Evo II arrive. Thiim termine troisième au championnat 1990, Klaus Ludwig cinquième.
En 1991, si Klaus Ludwig termine deuxième, la Mercedes 190 E 2.5 16 Evo II offre le premier titre constructeur à la marque.
La Mercedes-Benz 190 E 2.5-16 Evo II connaît un grand succès lors de la saison de course de 1992 : elle remporte 16 des 24 courses du Championnat allemand de tourisme automobile (DTM), Klaus Ludwig, Kurt Thiim et Bernd Schneider terminent respectivement aux trois premières places du championnat pilotes et la marque décroche son deuxième titre constructeurs. Aucune autre voiture n'a accumulé plus de victoires, plus de points, plus de temps d'essais, plus de tours et plus de kilomètres que les 190 E 2.5-16 préparées par Mercedes-Benz-Haus-Tuner AMG dans sa deuxième phase évolutive (abrégée en EVO II).
Après l'introduction de la réglementation Classe 1 (en) dans le DTM pour 1993 et la décision de Mercedes-Benz d'adapter la W201 à la nouvelle réglementation en janvier 1993, Mercedes-Benz a encore modifié la carrosserie et la technologie de la 190E Evo II . Dans un premier temps, quatre véhicules de la génération Evo II de 1992 ont été convertis en une version intermédiaire dite de Classe 1B, avant d'être progressivement remplacés par des véhicules de Classe 1 à part entière au cours de la saison. Roland Asch termine vice-champion mais la saison est dominée par Alfa Romeo et Nicola Larini avec la nouvelle Alfa Romeo 155 V6 Ti.

## Les différentes versions
- 190 E 2.3-16 DTM / W201 E23/2
- 190 E 2.5-16 DTM / W201 E25/2

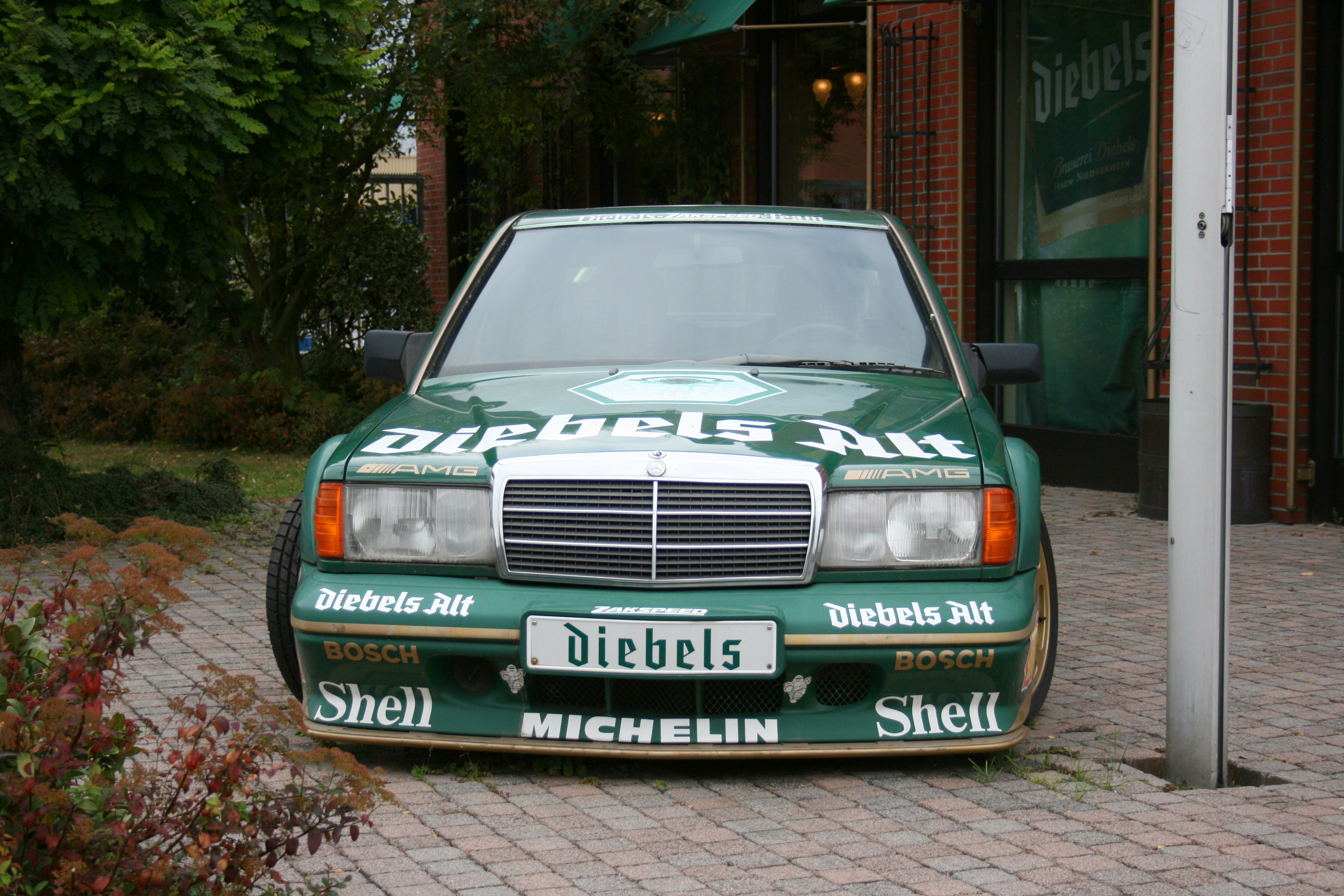
Face avant de l'EVO II.

- 190 E 2.5-16 EVOLUTION DTM / W201 E25/2
- 190 E 2.5-16 EVOLUTION II DTM / W201 E25/2
- 190 E Classe 1 / W201 (nouvelle réglementation 1993)

## Caractéristiques
Grâce à la technologie à quatre soupapes et à Motronic, le quatre cylindres de 2,5 litres de la voiture gagnante du conducteur Klaus Ludwig génère environ 272 kW (370 ch) à 9 500 tr/min. Grâce à des économies de poids constantes, l'EVO II ne pèse que 980 kilogrammes lorsqu'elle est conduite. Elle accélère de 0 à 100 km/h en 4,5 secondes. Elle délivre sa puissance sur une boîte de vitesses à six rapports à denture droite à l'essieu arrière avec blocage de différentiel mécanique. Commuté sans embrayage, à plein régime. La culasse du moteur provenait de la compagnie britannique Cosworth.

## Palmarès
- Champion constructeurs DTM 1991 et 1992
- Champion pilotes avec Klaus Ludwig saison DTM 1992
  - Vice-champion pilotes Roland Asch saison DTM 1988 et 1993
  - Vice-champion pilotes Klaus Ludwig saison DTM 1991

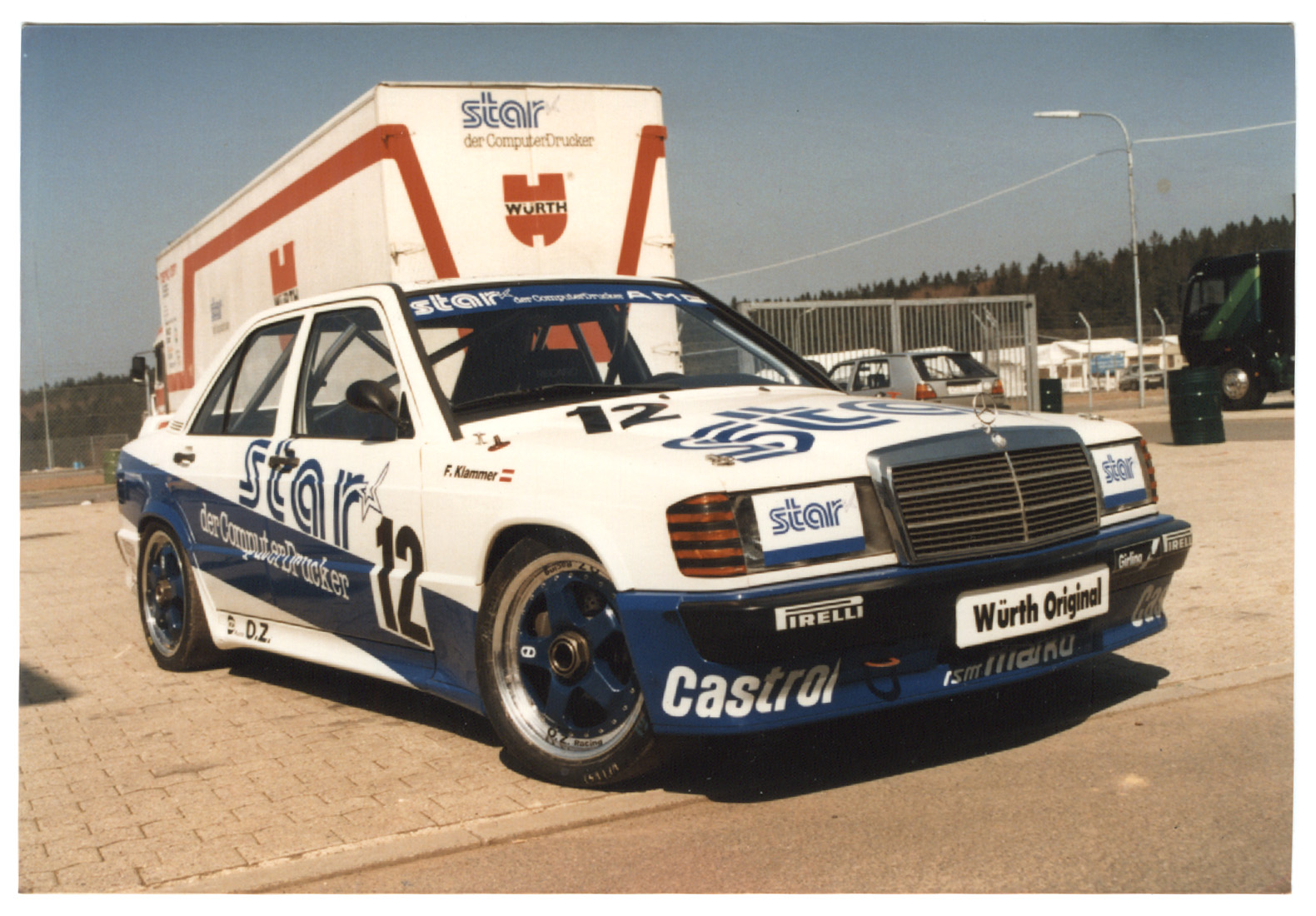
190 E 2.3-16.

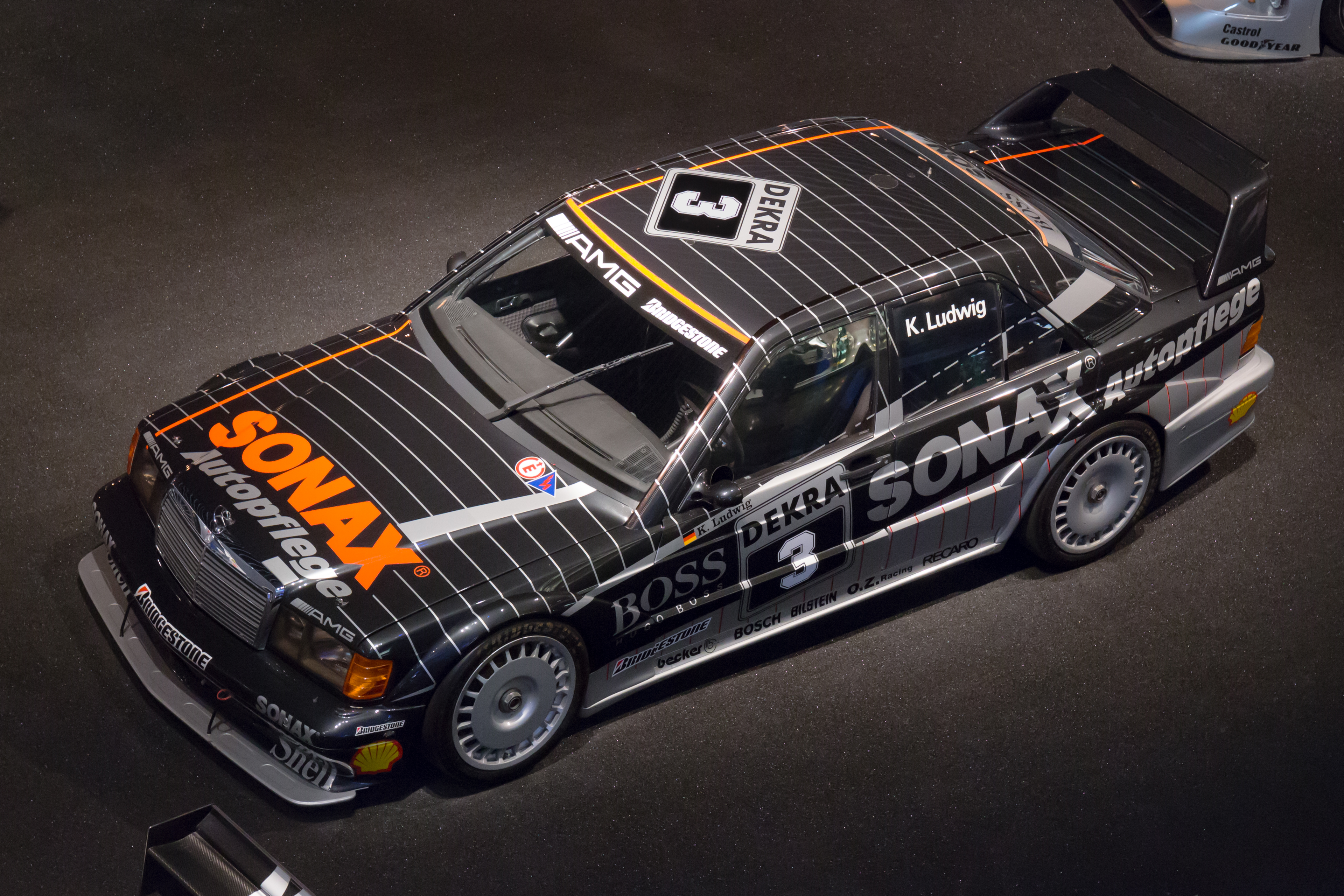
L'EVO II DTM de Klaus Ludwig.

- 50 victoires en championnat DTM